# Штефан, Патрик
Патрик Штефан (чеш. Patrik Štefan; род. 16 сентября 1980, Пршибрам) — чешский хоккеист, нападающий. Был выбран под первым номером драфта НХЛ 1999 года клубом «Атланта Трэшерз». В октябре 2007 года объявил о завершении карьеры из-за хронических травм. После окончания игровой карьеры стал хоккейным агентом.

## Биография
Патрик Штефан начал свою карьеру, дебютировав в чешской Экстралиге за пражскую «Спарту» в конце сезона 1996/97. В первом же сезоне стал бронзовым призёром чешского чемпионата.
Штефан считался одним из самых перспективных хоккеистов мира и был выбран под первым номером драфта НХЛ в 1999 году. Он провёл в «Атланте» пять сезонов, но команде за это время ни разу не удалось выйти в плей-офф. Штефан не смог стать лидером команды из-за постоянных травм. В 2006 году он перешёл в «Даллас Старз», где провёл один сезон.
Летом 2007 года он вернулся в Европу, подписав контракт со швейцарским «Берном». Получив травму бедра уже в третьем матче за новую команду, Штефан объявил о завершении игровой карьеры.
После окончания карьеры стал хоккейным агентом, также является тренером юниорской команды в Детройте.
Помимо выступлений за клубы играл за сборную Чехии на чемпионате мира 2006 года, где завоевал серебряную медаль.
Всего за сборную провёл 13 игр, набрал 3 очка (2 шайбы и 1 передачу), в том числе на чемпионате мира сыграл 9 матчей, забил 1 гол (в четвертьфинале против сборной России).

## Достижения
- Серебряный призёр чемпионата мира 2006
- Бронзовый призёр чемпионата Чехии 1997

## Статистика

### Клубная карьера
| 1996–97     | Спарта Прага      | ЧЭЛ         | 5   | 0  | 1   | 1   | 2   | 7  | 1 | 0 | 1 | 0 |
| 1997–98     | Спарта Прага      | ЧЭЛ         | 27  | 2  | 6   | 8   | 16  | —  | — | — | — | — |
| 1997–98     | Лонг-Бич Айс Догз | ИХЛ         | 25  | 5  | 10  | 15  | 10  | 10 | 1 | 1 | 2 | 2 |
| 1998–99     | Лонг-Бич Айс Догз | ИХЛ         | 33  | 11 | 24  | 35  | 26  | —  | — | — | — | — |
| 1999–00     | Атланта Трэшерз   | НХЛ         | 72  | 5  | 20  | 25  | 30  | —  | — | — | — | — |
| 2000–01     | Атланта Трэшерз   | НХЛ         | 66  | 10 | 21  | 31  | 22  | —  | — | — | — | — |
| 2001–02     | Чикаго Вулвз      | АХЛ         | 5   | 3  | 0   | 3   | 0   | —  | — | — | — | — |
| 2001–02     | Атланта Трэшерз   | НХЛ         | 59  | 7  | 16  | 23  | 22  | —  | — | — | — | — |
| 2002–03     | Атланта Трэшерз   | НХЛ         | 71  | 13 | 21  | 34  | 12  | —  | — | — | — | — |
| 2003–04     | Атланта Трэшерз   | НХЛ         | 82  | 14 | 26  | 40  | 26  | —  | — | — | — | — |
| 2004–05     | Ильвес Тампере    | СМ-лига     | 37  | 13 | 28  | 41  | 47  | 7  | 1 | 6 | 7 | 4 |
| 2005–06     | Атланта Трэшерз   | НХЛ         | 64  | 10 | 14  | 24  | 36  | —  | — | — | — | — |
| 2006–07     | Даллас Старз      | НХЛ         | 41  | 5  | 6   | 11  | 10  | —  | — | — | — | — |
| 2007–08     | Берн              | ШНЛ         | 3   | 1  | 0   | 1   | 0   | —  | — | — | — | — |
| Всего в НХЛ | Всего в НХЛ       | Всего в НХЛ | 455 | 64 | 124 | 188 | 158 | —  | — | — | — | — |

## Семья
Сын Патрика Штефана, Джеймс (род. 09.08.2003 г.) — хоккеист, играющий в юниорской команде на позиции нападающего.
Брат Роберт Штефан (род. 02.09.1981 г.) с 1999 по 2012 год играл в низших чешских лигах.